# Direction des enseignements secondaires (Polynésie)
Pour les articles homonymes, voir DES.
La direction des enseignements secondaires (ou DES) est un ancien organe de Polynésie française placé sous l'autorité du ministre polynésien de l'Éducation chargé de la gestion pédagogique et administrative de l'ensemble des enseignements secondaires et l'enseignement post-baccalauréat non universitaire dans la limite des compétences de la Polynésie française.
Fondée en 1987, elle fusionne avec la direction de l'enseignement primaire (DEP) le 1er juillet 2014 pour former la direction générale de l'éducation et des enseignements (DGEE). Ce regroupement a pour objectif d'améliorer l'efficacité administrative des deux structures et d'assurer une continuité administrative entre l'enseignement primaire et l'enseignement secondaire,.